# Джаготі – Пітхампур
Джаготі – Пітхампур – газопровід, який живить потужну індустріальну Пітхампур у індійському штаті Мадг'я-Прадеш.
Ще у другій половині 1980-х продукцію офшорних родовищ Аравійського моря подали до ряду штатів північної Індії по газотранспортному коридору Хазіра – Віджайпур. З плином часу від останнього спорудили ряд відгалужень, одним з найбільших серед яких був трубопровід Джаготі – Пітхампур, що став до ладу в 2007 році, має довжину 91 км та виконаний в діаметрі 400 мм.
У промисловій зоні Пітхампур діють підприємства різного спрямування, зокрема, численні металопрокатні заводи. Також від газопровода живляться газорозподільчі мережі міст Індаур та Удджайн.